# Steel Aggressor
Steel Aggressor ist eine US-amerikanische Metal-Band aus Indianapolis, Indiana, die im Jahr 2010 gegründet wurde.

## Geschichte
Die Band wurde im Jahr 2010 vom Gitarristen und Sänger Rick Cope gegründet, nachdem sich seine vorherige Band Phantom Witch aufgelöst hatte. Als Bassist kam kurze Zeit später Damon Black, ebenfalls ein Ex-Mitglied von Phantom Witch, hinzu. Danach kontaktierte Cope den Schlagzeuger Bob Fouts, der ebenfalls an zwei Liedern bei Phantom Witch teilnahm. Danach begannen die Arbeiten zum Debütalbum From Ruins to Dust in Copes eigenen Studio namens Basement Rage. Danach kontaktierte die Band das Label StormSpell Records, bei dem Phantom Witch bereits eine Split-Veröffentlichung zusammen mit Taking Over veröffentlicht hatte. StormSpell Records nahm daraufhin Steel Aggressor Ende 2010 unter Vertrag und veröffentlichte das Album im April 2011. Bei demselben Label folgte 2013 das zweite Album Mourning Star… Total Ecplise.

## Stil
Laut thethrashmetalguide.com könne man auf From Ruins to Dust einen deutlichen Einfluss von Angel Dust hören. Zudem sei die Band auch mit deutschen Bands wie Atlain und Iron Angel vergleichbar. Auf Mourning Star… Total Ecplise gebe sich die Band weniger aggressiv und schnell als auf dem Vorgänger und die Lieder würden zudem weniger kurz ausfallen. Es würden zudem auch gelegentlich progressive Elemente verarbeitet werden.

## Diskografie
- 2011: Steel Aggressor (EP, Eigenveröffentlichung)
- 2012: From Ruins to Dust (Album, StormSpell Records)
- 2013: Mourning Star… Total Ecplise (Album, StormSpell Records)